# 징벌적 손해배상
징벌적 손해배상(懲罰的 損害賠償, 영어: punitive damages, exemplary damages)은 민사상 가해자가 피해자에게 "악의를 가지고" 또는 "무분별하게" 재산 또는 신체상의 피해를 입힐 목적으로 불법행위를 행한 경우에, 이에 대한 손해배상 청구시, 가해자에게 손해 원금과 이자만이 아니라 형벌적인 요소로서의 금액을 추가적으로 포함시켜서 배상받을 수 있게 한 제도이다.즉 종래의 민사상 불법행위책임에 형벌로서의 벌금을 혼합한 제도이다.

## 영미법
징벌적 손해배상제도란 손해를 끼친 피해에 상응하는 액수만을 보상하는 전보적 손해배상제도와는 달리, ‘있을 수 없는 반사회적인 행위’를 금지하고 그와 유사한 행위가 다시 발생하는 것을 막기 위하여 국가가 처벌의 성격을 띤 손해배상을 부과하는 제도로 불법 행위로 인한 손해 배상에 있어 가해자의 악의적 또는 반사회적 행위에 대한 비난에 기초하여 처벌적인 성격의 제재를 가하고, 나아가 장래에 있어 유사한 행위를 하지 못하도록 억제하기 위한 제도이다.
즉, 고의나 악의를 가지고 불법 행위를 한 가해자에 대해서 사적인 응보를 할 수 있는 장치를 마련하는 것이 정의 관념에 부합한다는 논리하에 극단적이고 일탈의 정도가 매우 심각한 행위 및 행위자의 주관적 상태에 대한 비난성이 큰 경우에만 인정되며 손해배상 청구 소송에서 약 2% 정도만이 징벌적 손해 배상이 인정되고 있다. 독점금지법 위반 행위에 대한 민사적인 제재(손해배상 또는 행위 금지 청구)가 주된 집행 수단으로 활용되고, 형사 제재(징역 벌금 등)가 부가적으로 활용되고 있는 상황에서 양 제재 수단간 적절한 기능 배분을 통해 규제의 목적을 극대화할 수 있다는 점에서 3배의 징벌적 손해 배상(Treble damage) 제도가 정당성을 인정받아 왔다.
이 제도가 의도하는 바는 원고가 재산상의 손해배상을 얻게 하는 동시에 아울러 원고가 입은 정신적인 충격 또는 고통에 대하여 그 위로하고 도와주거나 또는 피고의 악의적인 행위에 대하여 징벌을 가하고 일반적 예방에도 이바지하려는 것이다. 미국 연방대법원은 "응징과 억제를 위해 민사재판의 배심원에 의해 부과되는 사적 벌금"이라고 정의한다. 영화 에린 브로코비치는 이 제도에 관한 내용을 다루고 있다.

## 대한민국
미국 등 영미법 국가에서 시행되고는 있으나, 전보적 손해배상을 시행중인 대한민국에서는 아직 도입된 예가 없다.  현행 우리나라의 「하도급법」은 「독점규제 및 공정거래에 관한 법률」(이하 「공정거래법」) 제23조 제1항 제4호 “자기의 거래상 지위를 부당하게 이용하여 상대방과 거래하는 행위” 중 하도급 거래에 관련된 사항을 별도로 규제하기 위하여 「공정거래법」의 특별법으로 1984년 12월 31일 제정돼 1985년 4월 1일부터 운용해오고 있다. 형벌적 성격의 손해배상으로 기업이나 단체 등의 불법행위를 억제하는 효과가 있으나 소송 남발 등으로 기업활동을 저해할 수 있다.
이에 대해 전국경제인연합 이철행 기업정책팀장은 "대기업과 중소기업 간 기술협력이 많은데 거래관계가 끊겼을 경우 기술을 이용하는 대기업을 '유용'이라고 할 수 있을지 의문스럽다"고 말했다. 그간 정부와 재계는 그간 이 제도가 헌법상 과잉금지 원칙에 위배될 수도 있다는 이유에서 도입을 반대해 왔다.
징벌적 손해배상제도는 형사법과 민사법 사이에 존재하는 고의나 악의적인 불법행위에 대한 징벌과 억제의 공백을 메울 수 있는 보조적인 제도이고 한국에서는 실손해액에 대한 배상이라는 법원칙을 채택하고 있어 환경 또는 인권 침해 등 불법행위에 있어서는 그 실제 손해를 입증하기 어려웠으며 그 손해배상액 역시 지나치게 소액이어서 많은 문제가 되었다. 이는 악의적인 불법행위에 대해 민사적으로 많은 손해배상금을 배상받는 것이 가능하게 되어 형사적보다는 민사적으로 분쟁 해결을 유도하는 장점도 있고 불법행위의 구체적인 행태, 즉 악의성 등에 대한 비난 가능성이 높을수록 가해자가 부담해야 할 손해배상 금액이 증가하여 악의적인 불법행위를 억제하는 순기능을 담당할 것으로 보인다. 이 제도는 사회적 약자가 소송을 통해 상당히 만족할 만한 손해배상금을 받을 수 있다는 점에서 상당히 긍정적인 의미를 가질 것이다.

## 같이 보기
- 불법행위
- 명목상 손해배상
- 공정거래법
- 제조물책임법

## 참고 문헌
- 김두진, 공정거래법 및 소비자관련법상 징벌적 손해배상제도 도입방안 연구, 한국법제연구원, 2007[깨진 링크(과거 내용 찾기)] ISBN 9788983233387
- 윤동호, 징벌적 민사제재에 관한 연구, 한국형사정책연구원, 2004.  ISBN 8973665340
- 징벌적 손해배상제의 법리와 도입 가능성.1, 한국법제연구원, 2007. ISBN 9788983236487
- 징벌적(懲罰的) 손해배상제도(損害賠償制度) - 한양대학교 보관됨 2016-03-04 - 웨이백 머신
- [http://www.cimerr.net/conference/board/data/conference/A01_1f.pdf%5B깨진+링크(과거+내용+찾기)%5D [제조물책임 소송에서 징벌적 손해배상제도에 관한 연구 김사길∙변승남 경희대학교 기계･산업시스템공학부 2002 대한산업공학회 추계학술대회][깨진 링크(과거 내용 찾기)]